# Sudáfrica en la Copa Mundial de Rugby de 2011
Los Springboks fueron una de las 20 naciones participantes de la Copa Mundial de Rugby de 2011, que se realizó por segunda vez en Nueva Zelanda.
Sudáfrica llegaba siendo campeona y no estaba obligada a un gran torneo, pero tenía un gran plantel y fue eliminada por apenas dos puntos.

## Plantel
Peter de Villiers (54 años) fue el primer entrenador negro de los Springboks.
|                               | Jugador             | Edad    | Posición      | Tests | Equipo                 |
| ----------------------------- | ------------------- | ------- | ------------- | ----- | ---------------------- |
| Hookers y Pilares             |                     |         |               |       |                        |
|                               | Bismarck du Plessis | 27 años | Hooker        | 38    | Sharks                 |
| 3                             | Jannie du Plessis   | 28 años | Pilar         | 26    | Sharks                 |
|                               | Tendai Mtawarira    | 26 años | Pilar         | 28    | Sharks                 |
|                               | Chiliboy Ralepelle  | 25 años | Hooker        | 20    | Bulls                  |
| 2                             | John Smit           | 33 años | Hooker        | 106   | Saracens               |
| 1                             | Gurthrö Steenkamp   | 30 años | Pilar         | 33    | Stade Toulousain       |
|                               | CJ van der Linde    | 31 años | Pilar         | 72    | Stormers               |
| Segundas líneas               |                     |         |               |       |                        |
|                               | Bakkies Botha       | 32 años | Segunda línea | 6     | Rugby Club Toulonnais  |
| 5                             | Victor Matfield     | 34 años | Segunda línea | 20    | Bulls                  |
|                               | Johann Muller       | 31 años | Segunda línea | 23    | Ulster Rugby           |
| 4                             | Danie Rossouw       | 33 años | Segunda línea | 0     | Suntory Sungoliath     |
| Alas y Octavos                |                     |         |               |       |                        |
|                               | Willem Alberts      | 27 años | Octavo        | 4     | Sharks                 |
| 6                             | Heinrich Brüssow    | 25 años | Ala           | 15    | Cheetahs               |
| 7                             | Schalk Burger       | 28 años | Ala           | 63    | Stormers               |
|                               | Francois Louw       | 26 años | Ala           | 7     | Bath Rugby             |
| 8                             | Pierre Spies        | 26 años | Octavo        | 42    | Bulls                  |
| Medios scrum                  |                     |         |               |       |                        |
| 9                             | Fourie du Preez     | 29 años | Medio scrum   | 57    | Suntory Sungoliath     |
|                               | Francois Hougaard   | 23 años | Medio scrum   | 10    | Bulls                  |
|                               | Ruan Pienaar        | 27 años | Medio scrum   | 49    | Ulster Rugby           |
| Aperturas y Centros           |                     |         |               |       |                        |
| 12                            | Jean de Villiers    | 30 años | Centro        | 69    | Stormers               |
|                               | Juan de Jongh       | 23 años | Centro        | 8     | Stormers               |
| 13                            | Jaque Fourie        | 28 años | Centro        | 64    | Panasonic Wild Knights |
|                               | Butch James         | 32 años | Apertura      | 41    | Lions                  |
|                               | François Steyn      | 24 años | Centro        | 43    | Racing 92              |
| 10                            | Morné Steyn         | 27 años | Apertura      | 29    | Bulls                  |
| Fullbacks y Wings             |                     |         |               |       |                        |
|                               | Gio Aplon           | 29 años | Wing          | 15    | Stormers               |
| 11                            | Bryan Habana        | 28 años | Wing          | 70    | Stormers               |
|                               | Zane Kirchner       | 27 años | Fullback      | 14    | Bulls                  |
| 15                            | Patrick Lambie      | 20 años | Fullback      | 7     | Sharks                 |
|                               | Odwa Ndungane       | 30 años | Wing          | 8     | Sharks                 |
| 14                            | JP Pietersen        | 25 años | Wing          | 38    | Sharks                 |
| Entrenador: Peter de Villiers |                     |         |               |       |                        |

## Participación
Sudáfrica integró el grupo D junto a la potencia de los Dragones rojos, la dura Samoa, la veloz Fiyi y la débil Namibia. Los Springboks ganaron la zona tras vencer agónicamente a los galeses y sin problemas a los demás rivales.

### Fase final
En los cuartos se enfrentaron a los Wallabies, por tercera vez en mundiales y con historial empatado. El técnico neozelandés, Robbie Deans, alineó: Stephen Moore, el capitán James Horwill, Rocky Elsom, Will Genia, la estrella Pat McCabe y James O'Connor.
Pese a que Sudáfrica tenía la selección más experimentada de la historia, con 836 partidos internacionales, no pudo sobreponerse a unos australianos más prolijos y resultaron eliminados.